# Vojaški pogreb
Vojaški pogreb (tudi pogreb z vojaškimi častmi) je oblika pogreba, katerega izvajajo pripadniki oboroženih sil za umrlega pripadnika lastnih oboroženih sil, v izjemnih primerih pa tudi za umrle pripadnike zavezniških in/ali sovražnih oboroženih sil. Nekatere države izvajajo vojaške pogrebe tudi za druge osebnosti, še posebej visoke politike in višje državne funkcionarje. Sam obred pogreba se razlikuje od države do države, pri čemer pa med tipične elemente vojaškega pogreba spadajo: častna straža, počastitev pokojnega s streljanjem (ročno orožje ali topništvo), preleti vojnih letal (za pripadnike vojnih letalstev), uporaba vojaške godbe,...

## Slovenija
V Sloveniji vojaški pogreb urejajo Pravila službe v Slovenski vojski:
Z vojaškimi častmi se lahko pokopljejo pripadniki Slovenske vojske, nekateri visoki funkcionarji ali tudi druge osebe, če tako odloči Vlada Republike Slovenije.
Pogreb z vojaškimi častmi se ne opravi, če tako željo izrazi pokojnik v oporoki oziroma če tako želijo njegovii bližnji sorodniki.

## ZDA
V ZDA so do vojaškega pogreba upravičeni vsi pripadniki Oboroženih sil ZDA, ki so umrli med opravljanjem službe in častno odpuščeni veterani ter najvišji politiki, ki so povezani z oboroženimi silami (predsednik ZDA (kot vrhovni poveljnik) in sekretar za obrambo ZDA). Osnovne sestavine vojaškega pogreba so: vojaški kaplan, častna straža, zlaganje zastave ZDA in izročitev le-te najbližjemu sorodniku ter igranje oz. predvajanje Taps.
Nato pa se vojaški pogreb razlikuje glede vejo oboroženih sil in glede na status pokojnika: aktivna, rezervna sestava ali veteran ter čin/položaj. Do vojaškega pogreba so upravičeni tudi zakonci vojaških oz. političnih upravičencev, pri čemer oborožene sile zagotovijo le častno stražo in kaplana.